# Herb gminy Skoroszyce
Herb gminy Skoroszyce – jeden z symboli gminy Skoroszyce.

## Wygląd i symbolika
Herb przedstawia na tarczy w polu czerwonym (cegły) czarną bramę, a w niej złotego konia z krzyżem, nawiązującego do Piastów Górnośląskich i lokalnych legend. Ponad bramą umieszczono czerwoną tarczę ze srebrnym orłem, w formie orła księcia Jana Dobrego, ale w barwach narodowych.